# Fianoniella scabra
Fianoniella scabra är en stekelart som först beskrevs av Henry Keith Townes, Jr. 1983.  Fianoniella scabra ingår i släktet Fianoniella och familjen brokparasitsteklar. Inga underarter finns listade i Catalogue of Life.